# Danh sách phim dựa trên thần thoại Hy Lạp - La Mã
Đây là danh sách các bộ phim liên quan tới thần thoại Hy Lạp và La Mã:

## Các phim liên quan tới sử thiHomer,Cuộc chiến thành TroiahoặcAeneas
- L'Île de Calypso: Ulysse et le géant Polyphème (1905)
- Odissea (1911)
- Helena (1924)
- Ulysses (1955)
- Helen of Troy (1956)
- La Guerra di Troia (1961) Italy
- La Leggenda di Enea (1961) Italy
- Ulysses (1967), phim chuyển thể từ tiểu thuyết cùng tên của James Joyce
- L'Odissea (1968) Italy - TV mini-series
- Eneide (1971) Yugoslavia/Italy - TV miniseries
- The Return of Ulysses to His Homeland (1973) UK - TV movie
- Uliisses (1982) Germany
- Les Troyens (1984) United States - TV movie
- Il ritorno d'Ulisse in patria (1985) Austria - phiên bản chuyển thể phim từ nhạc kịch
- Ulysses' Gaze (1995) Hy Lạp
- Dido & Aeneas (1995) UK - TV movie
- Dido and Aeneas (1995) Canada - phiên bản chuyển thể phim từ nhạc kịch
- The Odyssey (1997)
- Hercules (1997)
- The Animated Odyssey (2000) United States - animated TV movie
- Helen of Troy (2003)
- L'Odyssée (2003) Canada - TV movie
- Troy (2004)
- Alexander (2004) - Stars: Colin Farrell, Anthony Hopkins and Rosario Dawson)
- Percy Jackson & the Olympians: The Lightning Thief (2010)
- Clash of the Titans (2010)
- Immortals (2011)
- Wrath of the Titans (2012)
- Hercules the legend begins (2014)
- Hercules the thracian wars (2014)

## Phim liên quan tớiJasonvàArgonauts
- Hercules (Le Fatiche di Ercole/ The Labors of Hercules, 1958) starring Steve Reeves
- Jason and the Argonauts (1963) United States
- Jason and the Argonauts (2000) United States - TV mini-series
- The Spirit (2008) United States.

## Phim liên quan tớiHercules
Loạt phim Italia về Hercules:
- - Hercules (Le Fatiche di Ercole/ The Labors of Hercules, 1958) starring Steve Reeves
  - Hercules Unchained (Ercole e la regina di Lidia/ Hercules and the Queen of Lydia, 1959) starring Steve Reeves
  - Goliath and the Dragon (La Vendetta di Ercole/ The Revenge of Hercules, 1960) (this Hercules film had its title changed to "Goliath" when it was distributed in the USA for some reason)
  - Hercules Vs The Hydra (Gli Amori di Ercole/ The Loves of Hercules, 1960) co-starring Jayne Mansfield
  - Hercules and the Captive Women (Ercole alla conquista di Atlantide/ Hercules at the Conquest of Atlantis, aka Hercules and the Haunted Women) 1961
  - Hercules in the Haunted World (Ercole al centro della terra/ Hercules at the Center of the Earth) 1961 (directed by Mario Bava)
  - Hercules in the Vale of Woe (Maciste contro Ercole nella valle dei guai/ Maciste Vs. Hercules in the Vale of Woe) 1961 **Ulysses Vs. The Son of Hercules (Ulisse contro Ercole/ Ulysses Vs. Hercules) 1962
  - ThChú thích tham khảoe Fury of Hercules (La Furia di Ercole/ The Fury of Hercules, aka The Fury of Samson) 1962
  - Hercules, Samson and Ulysses (Ercole sfida Sansone/ Hercules Challenges Samson) 1963
  - Hercules Vs. the Moloch (Ercole contro Molock/ Hercules Vs. Moloch, aka The Conquest of Mycene) 1963
  - Son of Hercules in the Land of Darkness (Ercole l'invincibile/ Hercules, the Invincible) 1964 (**Hercules Vs. The Giant Warrior (il Trionfo di Ercole/ The Triumph of Hercules, aka Hercules and the Ten Avengers) 1964
  - Hercules Against Rome (Ercole contro Roma, 1964)
  - Hercules Against the Sons of the Sun (Ercole contro i figli del sole, 1964)
  - Hercules and the Tyrants of Babylon (Ercole contro i tiranni di Babilonia, 1964)
  - Samson and the Mighty Challenge (Ercole, Sansone, Maciste e Ursus, gli invincibili, aka Combate dei Gigantes) 1964**Hercules and the Princess of Troy (no Italian title, aka "Hercules vs. the Sea Monster", 1965) (this 48-minute Italian/Hoa Kỳ **Hercules, the Avenger (Sfida dei giganti/ Challenge of the Giants, 1965)

Các bộ phim khác liên quan tới Hercules:
- The Three Stooges Meet Hercules (1962) United States (comedy)
- Hercules in New York (1970) United States (aka "Hercules Goes Bananas", starring Arnold Schwarzenegger)
- Hercules (1983) Italy, United States (starring Lou Ferrigno)
- Le Avventure dell'incredibile Ercole (1985) Italy, United States (aka Hercules 2, starring Lou Ferrigno)
- Hercules and the Amazon Women (1994) United States - TV movie
- Hercules and the Circle of Fire (1994) United States - TV movie
- Hercules and the Lost Kingdom (1994) United States - TV movie
- Hercules in the Underworld (1994) United States - TV movie
- Hercules in the Maze of the Minotaur (1994) United States - TV movie
- Hercules: The Legendary Journeys (1995–99) United States - TV series
- Xena: Warrior Princess (1995–2001) - TV series (Spinoff of Hercules: The Legendary Journeys)
- Hercules (1997) United States - animated (Walt Disney)
- The Amazing Feats of Young Hercules (1997) United States - hoạt hình chuyển thành phim
- Young Hercules (1998) United States - direct to video
- Young Hercules (1998–99) United States - TV series
- Hercules and Xena - The Animated Movie: The Battle for Mount Olympus (1998) United States - hoạt hình chuyển thành phim
- Himcules (1998–99) - animated TV series
- Hercules (2005) - TV miniseries

## Liên quan đếnPerseus
- Perseo l'invincibile (1963) (aka Medusa Vs The Son of Hercules)
- Clash of the Titans (1981)
- Clash of the Titans (2010)
- Percy Jackson & the Olympians: The Lightning Thief (2010)
- Wrath of the Titans (2012)

## Liên quan đếnOrpheus
- Orphée (1949) France
- Black Orpheus (1959) Brazil
- Orfeu (1999) Brazil
- Orpheus (2005)